# عدل هاشمی‌پور
عدل هاشمی‌پور (زاده ۱۳۴۰ کهگیلویه) نظامی و سیاستمدار ایرانی است، که هم‌اکنون به‌عنوان رییس هیئت مدیره سازمان اقتصادی کوثر و مدیرعامل شرکت نفت و گاز کوثر فعالیت می‌کند.  وی در دورهٔ دهم مجلس شورای اسلامی به‌عنوان نماینده کهگیلویه و بهمئی در مجلس حضور داشت. هاشمی‌پور در طول جنگ ایران و عراق از اعضای سپاه پاسداران انقلاب اسلامی بود.

## مجلس دهم
عدل هاشمی‌پور با کسب ۵۸٬۹۹۵ رای از مجموع ۱۳۶٬۵۱۸ رای معادل ۴۳٫۲۱٪ درصد آرا سید محمد موحد را شکست داد و به مجلس راه پیدا کرد. وی در دوره دهم، نایب رئیس دوم کمیسیون انرژی مجلس بود.